# Bowlus SP-1 Paperwing
Le Bowlus SP-1 Paperwing est un monoplan cantilever américain à aile haute, monoplace; planeur conçu en 1928 et achevé par William Hawley Bowlus le 1er janvier 1929. Le SP-1 était le seizième planeur de Bowlus, et il a été testé en vol à Lindbergh Field à San Diego en janvier 1929. Des tests ultérieurs ont également été effectués à partir de collines près de Bonita, en Californie, en avril 1929. Le SP-1 a reçu la marque d'identification "493" du département du Commerce des États-Unis et a été l'un des premiers planeurs sous licence aux États-Unis. Beaucoup se réfèrent au Bowlus SP-1 comme le premier planeur de conception et de construction américaines.

## Conception et développement
Le SP-1 a reçu deux surnoms, le premier « Old Number 16 » en tant que seizième planeur Bowlus, et « Paperwing », parce que ses nervures d'aile étaient fabriquées à partir de papier kraft. Les nervures du gouvernail et de la gouverne de profondeur ont également été fabriquées avec des sangles en papier. Sinon, l'avion était principalement en bois et en revêtement en tissu enduit. L'avion avait à l'origine 44 pi (13,4 m) d'envergure avec un profil aérodynamique de type USA 35-A avec commande d'aileron conventionnelle et roues d'atterrissage pour la surface de terre rugueuse de Lindbergh Field. L'aile a ensuite été repensée pour inclure des ailerons de pointe, agrandissant l'envergure à 47 pi (14,3 m). L'avion a atteint un poids à vide très faible pour sa taille, de 160 lb (72,6 kg), et de là une faible charge alaire.

## Historique opérationnel
Bowlus a piloté le SP-1 dans plusieurs rencontres régionales de planeurs en Californie du Sud, dont deux à Pacific Beach et une à Redondo Beach en 1929. Le 5 octobre 1929, Bowlus a établi un nouveau record américain d'endurance en vol en SP-1 au-dessus des falaises de Point Loma, en Californie, près du phare d'Old Point Loma, avec un vol de 14 minutes et 10 secondes. Le 19 octobre 1929, Bowlus a étendu cette durée à 1 heure et 21 minutes, établissant le premier vol en ascendance thermique de plus d'une heure dans l'histoire des États-Unis. Le SP-1 a été utilisé pour l'enseignement du vol à voile à la Bowlus Glider School de San Diego. Bon nombre des premiers pilotes de planeur licenciés aux États-Unis ont appris à voler en SP-1.

## Variantes

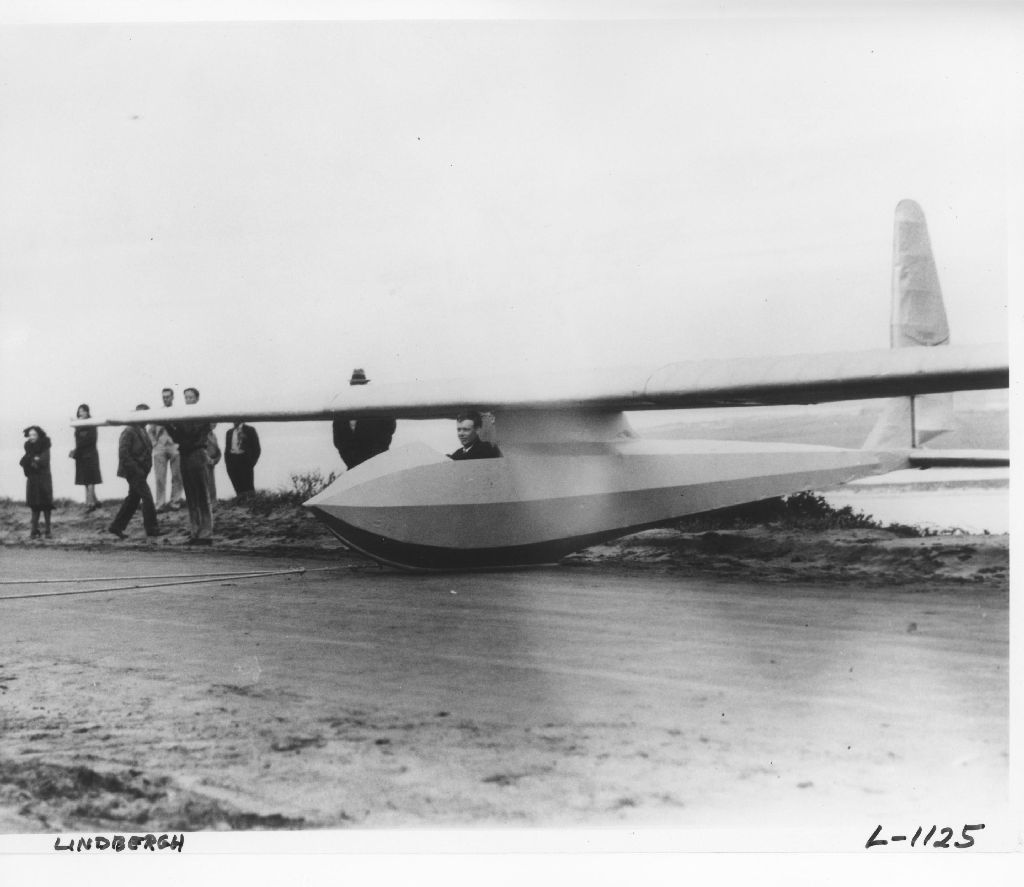
Charles Lindbergh se prépare à piloter le Bowlus SP-1 Paper Wing. 1929.

Le planeur Bowlus SP-1 a servi de prototype pour une série d'autres modèles Bowlus, d'abord le Bowlus SP-D, puis les modèles Bowlus "A" et S-1000. Seul le seul planeur SP-1 utilisait des nervures en papier, tous les planeurs Bowlus suivants utiliseront une construction entièrement  en bois et en tissu. Ces derniers modèles auront également une plus grande envergure, de 60 pieds et seront du type utilisé par Charles A. Lindbergh, et Anne Morrow Lindbergh, pour obtenir leurs licences de planeur en 1930. Bowlus a ensuite utilisé une conception de planeur Bowlus modèle A pour établir plusieurs autres records d'endurance, tandis que l'étudiant Jack Barstow a utilisé un modèle Bowlus A pour établir un record du monde non officiel d'endurance de planeur de 15 heures et 13 minutes à Point Loma en 1930,,,,.
De nombreuses variantes inspirées des séries Bowlus SP-1 à Bowlus S-1000 ont été construites, notamment le Silver King de Harland Ross et le Nighthawk, un planeur piloté par William A. Cocke pour un record du monde d'endurance de 21 heures 34 minutes en 1931. Le Nighthawk fait partie de la collection du Musée d'histoire naturelle du comté de Los Angeles et a été, pendant un certain temps, exposé au Museum of Flying (en) de Santa Monica.

## Avions exposés
- Musée de l'air et de l'espace de San Diego - Bowlus SP-1 (réplique) [17]
- Wings of History Museum (en) - Bowlus S-1000 (317W; original) dans les stocks

## Spécifications (SP-1)
Caractéristiques
- Équipage: one
- Envergure: 44 ft (13 m)
- Surface alaire: 179 sq ft (16.6 m2)
- Aspect ratio: 11:1
- Profil aérodynamique: USA 35-A
- Poids à vide: 160 lb (73 kg) with landing gear 180 lbs
- Poids brut: 305 lb (138 kg)

Performance
- Vitesse de croisière: 22 mph (35 km/h, 19 kn)
- Maximum glide ratio: 20:1
- Charge alaire: 1.7 lb/sq ft (8.3 kg/m2)